# Dalmazio Masini
Dalmazio Masini (Firenze, 31 maggio 1939 – Firenze, 23 settembre 2018) è stato un paroliere italiano.
È entrato nella storia della musica leggera come vincitore del Festival di Sanremo 1972 in qualità di autore del testo di I giorni dell'arcobaleno, interpretata da Nicola Di Bari (coautore con Piero Pintucci della musica).

## Biografia
Dalmazio Masini, che è anche scrittore ed autore di poesie, debutta come paroliere negli anni cinquanta, collaborando tra gli altri con il Maestro Giovanni D'Anzi, con cui scrive Uscita da un quadro di Modigliani per il rocker toscano Johnny Baldini, canzone che viene anche incisa da Achille Togliani e che nel 1959 partecipa al primo Festival del Musichiere.
Negli anni sessanta continua l'attività, scrivendo tra le tante canzoni Amo Firenze mia per Narciso Parigi (su musica di Alfonso Corsini), Alba d'estate su musica di Italo Salizzato e Giuseppe Damele per I Lagunari, Il bene che ti voglio per Daniela, una cantante della Karim, e Verrà l'ultima sera, presentata da Sara a Settevoci, entrambe su musica di Franco Zauli e Giancarlo Franzoni.
Con Anche il cielo, interpretata da Mario Querci (autore della musica), partecipa al Festival di Zurigo 1963.
Il suo maggiore successo lo ottiene nel 1972 scrivendo per Nicola Di Bari (coautore con il Maestro Piero Pintucci della musica) il testo di I giorni dell'arcobaleno, canzone che vince il Festival di Sanremo e che partecipa anche all'Eurovision Song Contest 1972 classificandosi al sesto posto.
Il testo di Masini viene anche tradotto in spagnolo per varie emissioni sudamericane, con il titolo Los dias del arcoiris, ed inciso dal cantautore pugliese.
Negli anni successivi Masini si è dedicato anche ad altre forme artistiche, come il teatro (è autore di cinque commedie musicali tra il 1982 e il 1994, nonché attore) e la poesia (ha pubblicato varie raccolte, di cui la più nota è Settignano e dintorni, del 1986).
Dal 1989 è Presidente dell'Associazione Accademia Alfieri di Firenze, per cui ha fondato il periodico L'Alfiere/Dolce Stile Eterno, che dirige.
Tra le altre canzoni da lui composte ricordiamo Se t'accorgerai per Lina Kelly (in collaborazione con Stefano Nocera, su musica di Marcello Onorari e Alfonso Corsini) e Tre rose nel bicchiere per Ada Mori (su musica di Sergio Venturini).
Ha lavorato anche con Memo Remigi e Narciso Parigi.
Risultano depositate in Siae 371 canzoni di cui è autore